# Ecosistema marí

Els ecosistemes marins representen un 97,6% de l'aigua del planeta. Els components abiòtics de l'ecosistema marí són l'aigua, les costes i els fons.
1-6: Domini pelàgic
1. Regió nerítica; 2. Regió oceànica; 3. Zona epipelàgica; 4. Zona batial (4a. Zona batial (4b. Zona batipelàgica; 5. Zona abissopelàgica o abissal; 6. Zona hadalopelàgica o hadal; (t: termoclina permanent)
A-D: Domini bentònic
A. Plataforma continental; B. Talús continental (B1. Talús continental superior; B2. Talús continental inferior); C. Plana abissal; D. Fossa hadal.

Els ecosistemes marins són un tipus d'ecosistemes aquàtics. Inclouen els oceans, mars i aiguamolls, entre d'altres. La vida sorgí i evolucionà al mar. El medi marí és molt estable, si es compara amb els hàbitats terrestres o d'aigua dolça. Les temperatures de les grans masses oceàniques varien poc, igual que la salinitat de l'aigua (3,5%). La composició iònica de l'aigua de mar és similar a la dels líquids corporals de la majoria d'organismes marins, fet que soluciona la regulació osmòtica.
En el medi oceànic, la llum solar penetra a l'aigua tan sols uns 200 metres. A major profunditat, hi ha foscor absoluta. A la zona il·luminada del mar se l'anomena regió fòtica, a la zona fosca regió afòtica.
El principal problema a l'oceà és la gran distància entre la zona fòtica (superficial) i els nutrients (sedimentats en aigües profundes). On hi ha llum per a la producció primària hi ha pocs nutrients inorgànics, i viceversa. No és sorprenent, doncs, que les zones amb major productivitat siguin aquelles en què les aigües profundes, fredes i carregades de nutrients afloren a la superfície. Aquestes zones es coneixen com a afloraments; el fitoplàncton s'hi desenvolupa de manera extraordinària i pot mantenir una cadena tròfica amb moltes baules; per aquest motiu, són les zones més riques en pesca.

## Dominis

### Domini pelàgic o de columna d'aigua
La massa aquosa, la columna d'aigua salada. Està poblat per organismes pelàgics (gransplanctònics, nectònics i neustònics).
- El plàncton són els organismes que deriven a mitjana aigua, en ser arrossegats pels corrents marins.

- El nècton són els organismes nedadors, que poden nedar més ràpidament que els corrents marins.

- El nèuston són els organismes que viuen a la pel·lícula intermareal superficial.

#### Segons la distància de la costa
- Zona nerítica: zona propera a la costa, situada sobre la plataforma continental. Es caracteritza pel moviment continu de l'aigua.
- Zona oceànica: zona allunyada de la costa, generalment situada a l'interior de l'oceà.

#### Segons la profunditat
- Zona epipelàgica: de 0 a 50/200 m.
- Zona mesopelàgica: de 50/200 a 600 m.
- Zona batipelàgica: de 600 a 3.000 m.
- Zona abissopelàgica: de 3.000 a 6.000 m.
- Zona hadopelàgica: a partir de 6.000 m.

### Domini bentònic o del fons marí
El substrat, el fons marí (rocós, pedregós, sorrenc, fangós). Poblat per organismes bentònics.

#### Segons la profunditat
- Zona litoral: línia de costa (zona supramareal i intermareal-mesolitoral)
- Zona sublitoral: fins a 200 m.
  - Zona infralitoral: aproximadament fins a 50 m.
  - Zona circalitoral: aproximadament de 50 a 200 m.
- Zona batial: de 200 a 3.000 m.
- Zona abissal: de 3.000 a 6.000 m.
- Zona hadal: a partir de 6.000 m.

#### Segons la il·luminació
- La zona eufòtica: Amb prou il·luminació solar per a la fotosíntesi.
  - Zona supramareal: regió d'esquitxades, part costanera, sense vegetació terrestre, o només de tipus desèrtic.
  - Zona mesolitoral: regió d'intermarees, alternant entre exposada al aire i submergida pel mar, amb algues.
  - Zona infralitoral: regió permanentment submergida, sobre la plataforma continental interna, fins on hi ha vegetació bentònica, amb algues.

- La zona disfòtica: Poca il·luminació solar, aprofitable només per algunes algues, com les algues vermelles.
  - Zona circalitoral: regió externa de la plataforma continental externa, on amb prou feines hi ha vegetació bentònica.

- La zona afòtica: Dominada per la foscor.
  - Zona batial: regió del talús continental, de 200 a 3.000 m.
  - Zona abissal: regió del fons oceànic o de planes oceàniques, de 3.000 a 6.000 m.
  - Zona hadal: zones de subducción o de fosses oceàniques, de 6.000 a més de 10.000 m.